# Antoine-François de Guichard de La Linière
Antoine-François de Guichard de La Linière, né le 6 février 1724 au Vigan et mort le 24 janvier 1808 dans la même ville, est un homme politique français.